# Knocktopher
Knocktopher (iriska: Cnoc an Tóchair) är en ort i republiken Irland.   Den ligger i grevskapet Kilkenny och provinsen Leinster, i den centrala delen av landet, 110 km sydväst om huvudstaden Dublin. Antalet invånare är 144.